# Tetranema roseum
Tetranema roseum là một loài thực vật có hoa trong họ Mã đề. Loài này được (M. Martens & Galeotti) Standl. & Steyerm. miêu tả khoa học đầu tiên năm 1947.

## Hình ảnh

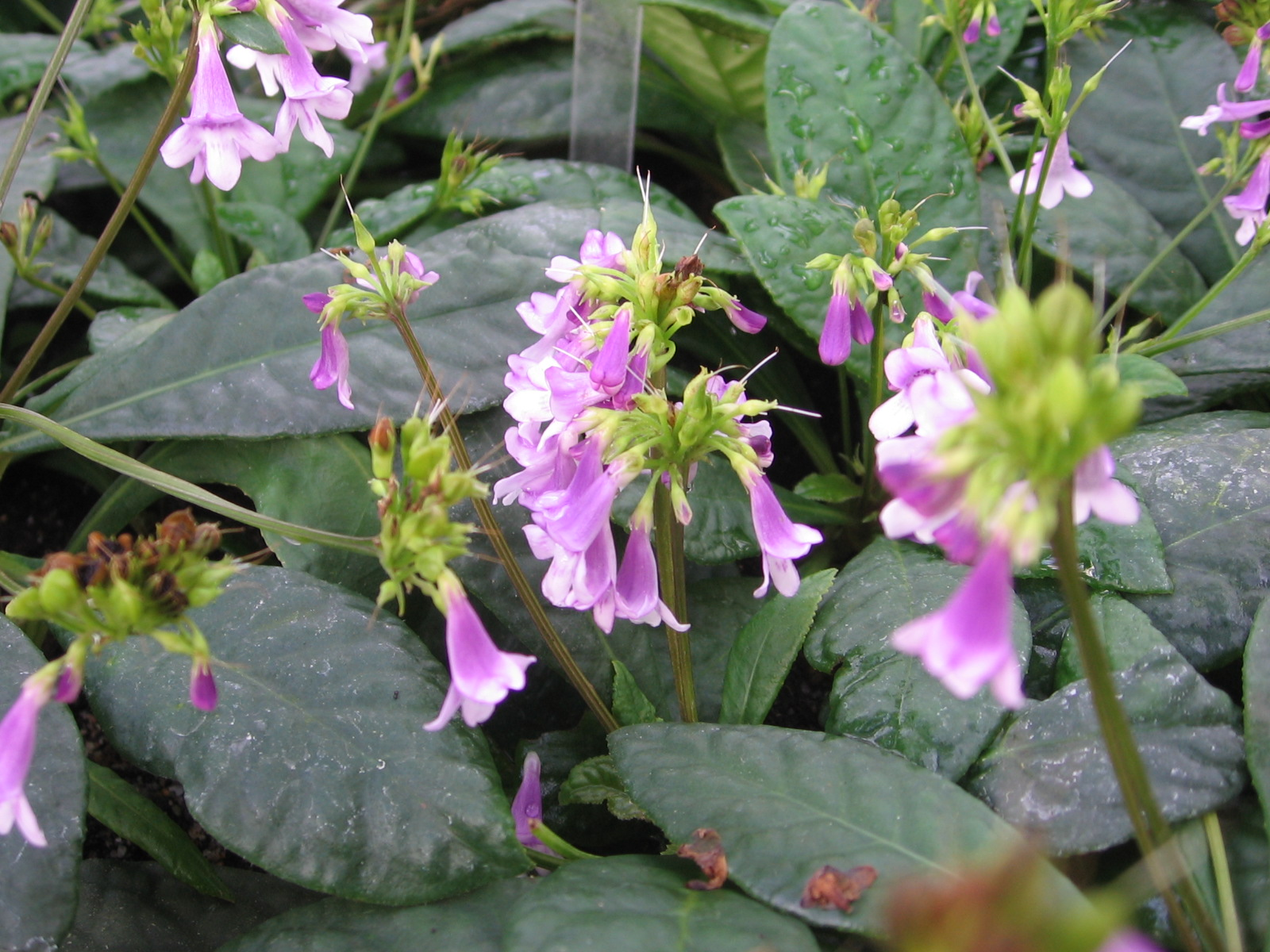
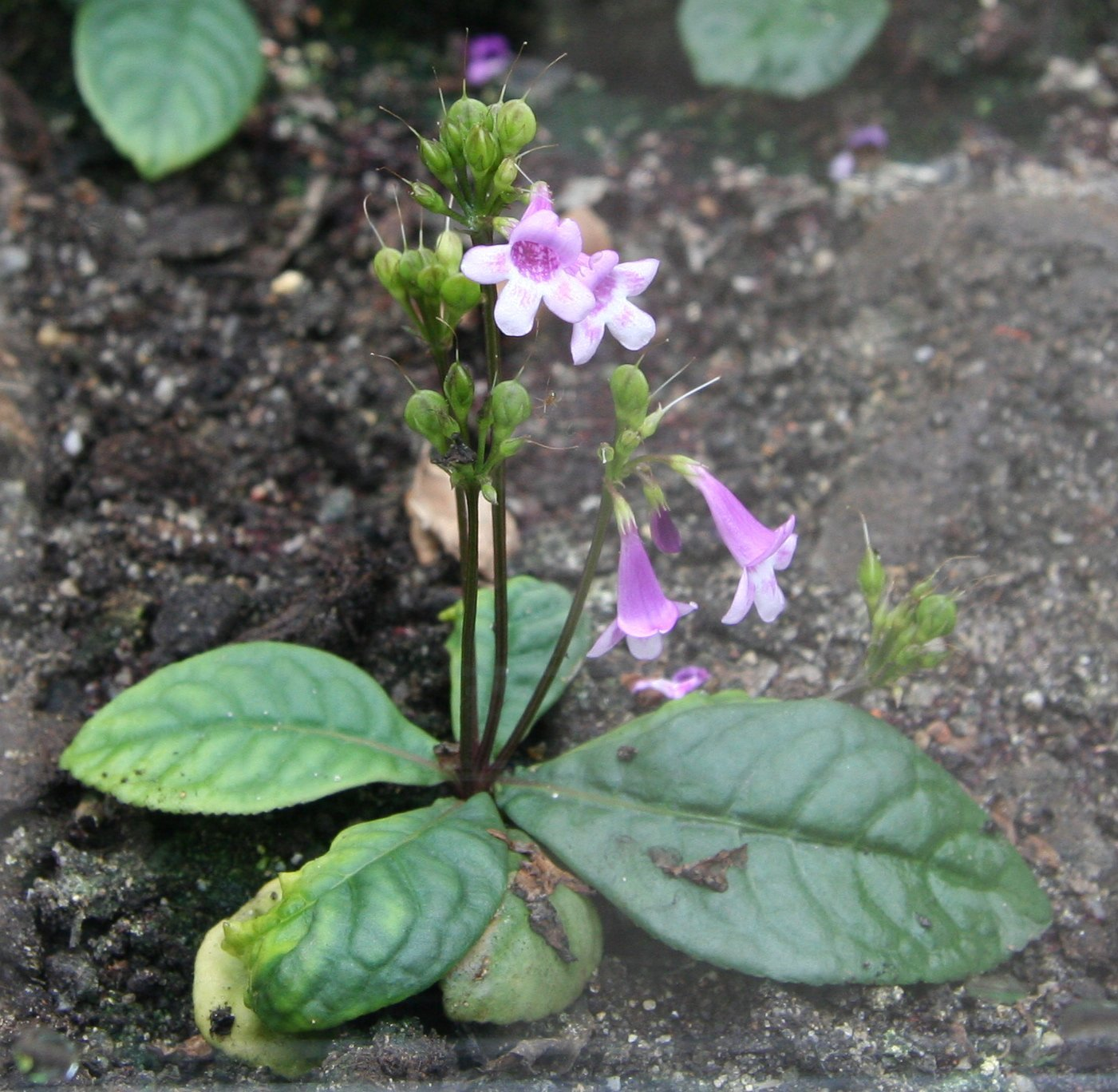
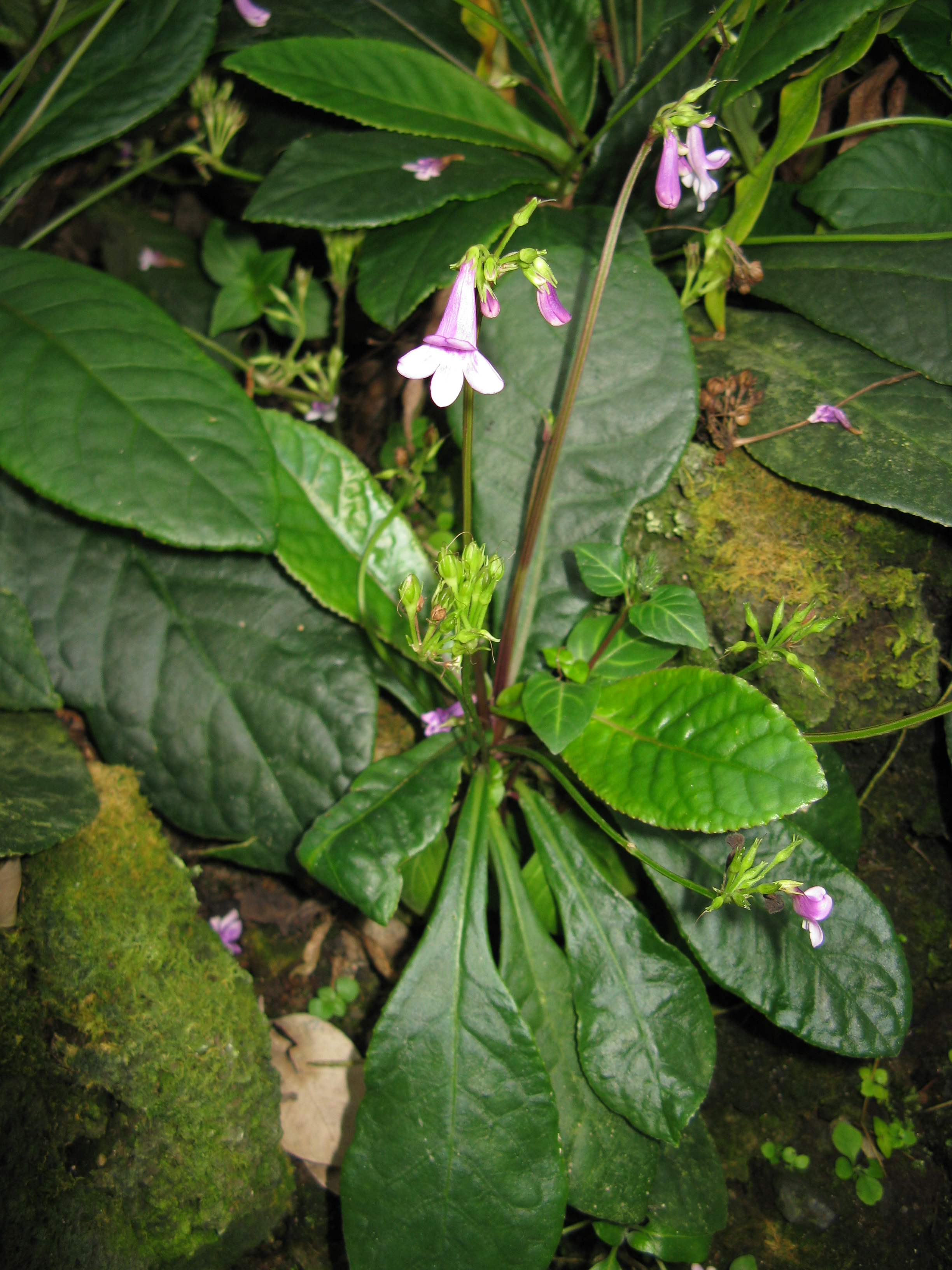